# مارتين
مارتين (بالهولندية: Martyn)‏ هو ملحن ومنتج أسطوانات ودي جيه هولندي، ولد في 1975 في Geldrop ‏ في هولندا.

## وصلات خارجية
- مارتين على موقع ميوزك برينز (الإنجليزية)
- مارتين على موقع أول ميوزيك (الإنجليزية)
- مارتين على موقع ديسكوغز (الإنجليزية)
- مارتين على موقع ديسكوغز (الإنجليزية)